# Al-Kauz
Al-Kauz – miasto w Arabii Saudyjskiej, w prowincji Mekka. W 2010 roku liczyło 23 391 mieszkańców.